# Groß Düben
Groß Düben (letteralmente "Düben grande", in contrapposizione alla vicina Klein Düben – "Düben piccola"), in alto sorabo Dźěwin, è un comune di 1 077 abitanti della Sassonia, in Germania.
Appartiene al circondario (Landkreis) di Görlitz (targa GR) ed è parte della comunità amministrativa (Verwaltungsgemeinschaft) di Schleife.

## Geografia antropica

### Suddivisioni amministrative
Il territorio comunale si divide in 2 zone (Ortsteil):
- Groß Düben (Dźěwin)
- Halbendorf (Brězowka)